# 布里斯托大學招生爭議
布里斯托大學招生爭議（University of Bristol admissions controversy）發生於2003年。英國布里斯托大學該年度招生結果，受輿論質疑有種族歧視之嫌。這件事和勞拉·史彭斯事件一樣，對英國高等教育的擴大參與度（Widening participation）有重要影響。

## 收生如何有歧視學生成分?
傳統上，布里斯托大學取錄的新生，來自中下階層的百分比為全英國所有的高等院校中最低., 再加上衛報當年3月的一篇關於布里斯托大學的文章指它對學術背景較差的學校取錄較少學生。，因此令歧視傳聞不脛而走。

## 各界反應

### 教育界
當衛報的文章發表後，一些英國私立學校表示要旗下學生不要報讀布里斯托大學的任何課程。它們指校方的收生政策歧視來自中下階層的學生。

### 媒體
英國媒體在衛報的文章發表後大篇幅報導，但分成了支持和反對布里斯托大學的陣營。
支持的以衛報為首。就在當年3月的同一篇文章指英國大學裏40%的學生來自私立學校，因此歧視一說並不合理。
反對的以每日郵報為首。它們的報導指這樣的行為是對社會及中產階層的侮辱。

### 政界
當時種族平等委員會（Commission for Racial Equality）的主席Trevor Phillips爵士亦指他的女兒亦遭布里斯托大學拒絕取錄而抨擊布里斯托大學。
首相貝理雅認為學校要以學術上的表現來做取錄的標準，而非出身。教育大臣以政府不應干涉學術自由為因，不肯進一歩介入事件。一些人認為政府不肯積極介入事件和貝理雅和布里斯托大學的「關係」有關。（因為貝理雅的大兒子在布里斯托大學就讀）
創新、大學及技能部轄下的高等教育撥款委員會的調查亦指布里斯托大學的收生標準公平。

### 校方
布里斯托大學校方一直否認有歧視學生，校方指它們的學位競爭十分競烈，有學生被拒絕取錄十分正常（據英國廣播公司的報導，布里斯托大學平均一年有39000份新生入學申請，但只有3300個本科生名額）

## 結果
布里斯托大學更改了它們的收生標準，以增加它的透明度。
創新、大學及技能部亦進行了對英國高等教育的擴大參與度（Widening participation）的工作。